# Тринадцять привидів
Тринадцять привидів (стилізовано як THIR13EN Ghosts) — фільм жахів режисера Стіва Бека, ремейк фільму «13 привидів» 1960 року Вільяма Касла. Вийшов на екрани 26 жовтня 2001 року.
Критики зустріли його негативно. Фільм також став фінансовим розчаруванням, зібравши в результаті всього 68 мільйонів доларів при бюджеті 42 мільйони.

## Сюжет
Мисливець за привидами Сайрус Крітікос та його помічник-екстрасенс Денніс Рафкін очолюють команду, яка намагається упіймати дух на ім'я Джаггернаут. Декілька людей, включаючи самого Сайруса, гинуть, але команді все-таки вдається зловити примару. Його племінник, Артур, вдівець, отримує від адвоката Сайруса, Бена Мосса, інформацію про те, що він успадкував особняк свого дядька. Артур вирішує переїхати туди зі своїми дітьми, Кеті та Боббі, та нянею Меггі.
Денніс зустрічає сім'ю, коли вони під'їжджають до особняку, що повністю зроблений зі скляних листів, списаних латинськими фразами, які Денніс розпізнає як бар'єрні заклинання. Він виявляє, що 12 злісних примар, яких вони упіймали з Сайрусом, утримуються у підвалі та оточені захисними заклинаннями. Попередивши Артура, Мосс мимоволі запускає механізм, який запечатує будинок та випускає духів на волю. Він гине, коли розсувні двері розрізають його навпіл. Син Артура, Боббі, бачить кілька примар, зокрема «Зів'ялого коханця» - його мати Джин, яка померла від ран, отриманих під час пожежі у власному будинку. Він втрачає свідомість, і його забирають.
Денніс використовує пару спектральних окулярів, які дозволяють бачити привидів. Шакал, один із найнебезпечніших привидів, нападає на Артура та його доньку Кеті, але їх рятує Каліна Оретзія, яка є визволителем духів. Кеті зникає, а четверо дорослих збираються у бібліотеці, де Артур дізнається, що примара його дружини теж знаходиться у будинку. Каліна пояснює, що будинок - це машина, що працює на енергії полонених примар, яка дозволяє своєму власнику бачити минуле, сьогодення та майбутнє. Єдиний спосіб відключити її, це створити тринадцяту примару внаслідок жертвопринесення за мотивами любові. Артур розуміє, що саме він повинен стати цією примарою, щоб урятувати своїх дітей.
Озброївшись спектральними окулярами, Артур та Денніс проникають у підвал, щоб знайти Кеті та Боббі. Денніс забарикадував Артура за скляним листом для його захисту, але сам був побитий до смерті  Молотом та Джаггернаутом. З'ясовується, що Сайрус інсценував свою смерть, щоб заманити Артура до будинку, а Каліна - його партнер, про що стає відомо, коли вона збиває Меггі з ніг великою книгою і одразу ж цілує Сайруса після його прибуття. Сайрус організував викрадення Кеті та Боббі, щоб Артур став тринадцятою примарою, що насправді не зупинить машину, як стверджувала
Каліна, а призведе до її активації. Сайрус вбиває Каліну, яка заперечувала щодо того, щоб він наражав дітей на небезпеку, і викликає примар для активації машини.
У головному залі Артур бачить, як всі дванадцять примар обертаються навколо годинникового механізму з металевих кілець, що обертаються, в центрі якого знаходяться його діти. Він бореться із Сайрусом, у той час як Меггі порушує роботу машини, звільняючи примар з-під її влади та змушуючи механізм вийти з ладу. Духи кидають Сайруса у кільця, таким чином розриваючи його на шматки. Підбадьорюваний примарою Денніса, Артур ловить момент та стрибає через машину, щоб захистити своїх дітей. Стіни будинку руйнуються, коли несправна машина вибухає, звільняючи примар. Привид Джин каже їм, що любить їх, перш ніж зникнути. Коли сім'я покидає залишки будинку, Меггі гнівно заявляє, що залишає роботу.

## Акторський склад
| Актор             | Роль                              |
| ----------------- | --------------------------------- |
| Тоні Шалуб        | Артур Крітікос                    |
| Ембет Девідц      | Каліна Оретзія                    |
| Меттью Ліллард    | Денніс Рафкін                     |
| Шеннон Елізабет   | Кеті Крітікос                     |
| Алек Робертс      | Боббі Крітікос                    |
| Ра Дігга          | Меггі Бесс                        |
| Ф. Мюррей Абрагам | Сайрус Крітікос                   |
| Джей Ар Борн      | Бен Мосс                          |
| Меттью Харрісон   | Деймон                            |
| Міхаель Спейдел   | «Первісток»                       |
| Деніел Уеслі      | «Торс»                            |
| Лора Меннелл      | «Зв'язана жінка»                  |
| Кетрін Андерсон   | Джен Крітікос/«Зів'ялий коханець» |
| Крейг Олійник     | «Розірваний принц»                |
| Шона Лоєр         | «Розгнівана принцеса»             |
| Ксанта Редлі      | «Паломниця»                       |
| С. Ернст Харт     | «Велика дитина»                   |
| Лорі Сопер        | «Сувора мати»                     |
| Герберт Данкансон | «Молот»                           |
| Шейн Уайлер       | «Шакал»                           |
| Джон ДеСантіс     | «Джаггернаут»                     |
| Кен Кірзінгер     | У ролі каскадеру                  |

## Привиди
Хоча передісторії майже всіх примар не згадуються у фільмі, на них натякають і вони описані в «Досьє примар», спеціальній програмі на DVD, де Сайрус виступає як оповідач. За деякими винятками, вони, здається, стають більш небезпечними зі збільшенням їх числа.
- Первісток — примара маленького непосидючого хлопчика на ім'я Біллі Майклс, який любив прикидатися ковбоєм. Одного разу інший хлопчик викликав Біллі на дуель, але пістолет Біллі в кепці не зміг зрівнятися зі справжньою стрілою зі сталевим наконечником, яку примара Біллі носить з собою досі. На відміну від більшості примар, він ні на кого не нападає і просто каже : «Я хочу пограти».

- Торс — Джиммі Гамбіно був азартним гравцем на початку 1900-х років, який привернув увагу мафії. Після того, як він програв парі з боксу і в нього не було грошей, щоб розплатитися, мафія розрізала його на шматки, загорнула в целофан і викинула останки в океан. Його привид з'являється у вигляді тулуба з поруч відрубаною головою і є скоріше нейтральним духом, ніж ворожим.

- Зв'язана жінка — Сьюзан ЛеГроу була найбагатшою і найпопулярнішою дівчиною у місті. Єдиним її недоліком було те, як вона загравала з чоловіками. Під час випускного вечора її вбив колишній на ім'я Чет Волтерс, зірковий квотербек, після того, як упіймав її на зраді з іншим хлопцем. Її примара заманює Боббі в небезпечний підвал і досі з'являється у своєму випускному вбранні, пов'язаному мотузками, що тримають її руки.

- Зів'ялий коханець — Джин Критікос була щасливою дружиною та матір'ю. Вона померла внаслідок пожежі у лікарні за півроку до початку подій фільму. На відміну від більшості примар, вона не є небезпечною.

- Розірваний принц — Ройс Клейтон був обдарованим та знаменитим підлітком-бейсболістом у 1950-х роках, який привернув увагу у всьому США. Завдяки своєму супернику, який підставив його, Ройс загинув унаслідок нещасного випадку, спричиненого урвищем на магістралі. Його останки поховані на бейсбольному полі, а примара носить із собою бейсбольну биту.

- Розгнівана принцеса — Дана Ньюман була красивою, але жорстокою жінкою, яка жила наприкінці 20 століття. Вона робила пластичні операції, щоб змінити свої видимі недоліки, а після невдалого експерименту, що знівечив її око, вона наклала на себе руки у ванні. Її привид часто буває в крові, оголений, і носить із собою той самий ніж, яким вона наклала на себе руки.

- Паломниця — Ізабелла Сміт приїхала до Північної Америки як колоніст, щоб знайти нове життя, після того, як залишилася сиротою в Англії. Згуртована громада піддавала її остракізму і ігнорувала, а також використовувала як цапа-відбувайла, звинувачуючи у чаклунстві, коли таємничим чином гинули тварини і посіви. Вона відкидала ці звинувачення, але все ж таки потрапила в пастку в запаленому коморі, але їй вдалося вибратися неушкодженою. Це визначило її долю, і вона померла з голоду після того, як була прив'язана до стовпа, який вона носить із собою як примара.

- Велика дитина — Гарольд Шелбурн був розумово відсталою людиною, яка так і не змогла перерости підгузки, і навіть будучи дорослим, його доводилося годувати з ложечки. Також він часто видавав дитячі звуки. Внаслідок того, що над ним все життя знущалися, він влаштував різанину на старому шоу потвор, де жили він і його мати, Маргарет Шелбурн. Якось уночі виродки жартома викрали і вбили його матір. Власник цирку, Джимбо, понівечив Гарольда до невпізнання. Його примара з'являється в тому вигляді, в якому Гарольд був за життя : з невеликою копицею волосся, в заляпаному блювотою слинявчикому і у пелюшках. В руках у нього сокира, якою він убивав своїх ворогів.

- Сувора мати — Маргарет Шелбурн, мати Гарольда, була сором'язливою маленькою жінкою зростом у три фути. Вона ніколи не вміла постояти за себе. На шоу виродків, де вона жила, її зґвалтував Високий чоловік, інший цирковий виродок, і вона народила незаконнонародженого сина Гарольда, якого любила більше за життя. Вона балувала його з дитинства, і не переставала доки він ріс. Це стало основною причиною розумової відсталості її сина. Вони обоє зазнавали насильства настільки, що після смерті Маргарет, Гарольд вбив майже весь цирк. Як примари, вони залишаються разом, причому Гарольд їх оберігає. Як і Торс, вона не агресивна і є скоріше нейтральним духом.

- Молот — Щасливий і чесний сім'янин, коваль Джордж Марклі був хибно звинувачений у крадіжці вищим начальником на ім'я Натан, і йому пригрозили вигнанням із їхнього старого містечка. Джордж відмовився їхати, і його сім'я була лінчована Натаном і його бандою головорізів, коли вони йшли додому з міського ринку. У пошуках справедливості в корумпованому місті, Джордж взяв свій ковальський молот і вбив винних, але місцеві прикували його до дерева і увігнали в тіло будівельні цвяхи. Його ліва рука була відрубана, а молот груб прилаштований до неї. Його примара - один із самих злісних духів, і він частково винний у смерті Денніса.

- Шакал — Народившись від повії у 1887 році, Раян Кхун розвинув у собі нездоровий апетит до жінок, нападаючи і ґвалтуючи ночами бродячих тварин і повій. Він добровільно вирушив на лікування, але медична практика зробила його навіть гірше, викликавши повне безумство після кількох років одиночного ув'язнення. Коли притулок спалахнув, він вважав за краще залишитися і загинути у вогні. Його примара носить з собою розірвану гамівну сорочку з розірваною кліткою на його голові. Він один із найагресивніших і найжорстокіших привидів, напав на Кеті і майже вбив її, доки Каліна не врятувала її.

- Джаггернаут — Хорас Махоні народився дуже потворним і все життя був вигнанцем. Мати покинула його в ранньому віці, а батько влаштував його працювати на автозвалище, використовуючи його незвичайну силу, щоб розбивати машини. Після смерті батька, Хорас збожеволів : він брав автомобілістів та автостопників, розривав їх на частини і згодовував останки своїм собакам. Після кількох таких вбивств його заарештували. Спецназ застрелив його, коли він вирвався з кайданів. Як примара, він залишився на сміттєзвалищі з тілом, зрізаним кульовими отворами, вбиваючи зловмисників. І Денніс, і Сайрус відзначають, що кількість його вбивств сягає 40, що робить цю примару одним з найзліших і найнебезпечніших з дванадцяти.

## Випуск
Фільм був випущений на VHS та DVD 2 квітня 2002 року. Дебют фільму на Blu-ray відбувся 19 жовтня 2010 року у форматі double feature з фільмом Будинок воскових фігур. 
Спеціальне колекційне видання Blu-ray випустила компанія Shout Factory під лейблом Scream Factory 28 липня 2020. Цей реліз містить нові інтерв'ю з акторами та знімальною групою, а також новий аудіокоментар режисера Стіва Бека.

## Сприйняття

### Касові збори
В США фільм зайняв 2 місце, заробивши $15 165 355. Через прем'єру Корпорації монстрів, фільм втратив майже половину своєї аудиторії вже на другий тиждень, впавши приблизно до $8 млн. Він пробув у американському прокаті 10 тижнів, заробивши в результаті $41 867 960 у країні і $68 467 960 у всьому світі.

### Критика
Відгуки про фільм були здебільшого негативними. Похвала була спрямована на дизайн, але фільм критикували за відсутність страху та низку стробоскопічних ефектів, які можуть спричинити судоми. На Rotten Tomatoes фільм отримав рейтинг схвалення у 16%, заснований на 94 рецензіях із середньою оцінкою 3,62/10. На думку критиків сайту, «виробничий дизайн є першокласним, але «13 привидів» явно не вистачає страху». На Metacritic фільм отримав середньозважену оцінку 30 зі 100, засновану на відгуках 24 критиків, що свідчить про «загалом несприятливі відгуки». Глядачі, опитані CinemaScore, дали фільму середню оцінку «С+» по шкалі від «A+» до «F».
Ед Гозалес із Slant Magazine поставив фільму дві зірки з чотирьох, відзначивши передбачувані сюжетні повороти та відсутність лякаючих моментів. Роджер Еберт похвалив режисуру, та високо оцінив виробничі цінності, сказавши : «Постановка першокласна. Фізичний вид картини -  чудовий». Однак, він розкритикував сюжет, відсутність цікавих персонажів, гучний саундтрек та поганий монтаж. У 2005 році Еберт включив фільм до свого списку «Найбільш ненависних фільмів». За роки, що пройшли після його виходу і касових зборів, що розчаровують, фільм набув помітної культової популярності, досягнувши подальшого успіху і більш позитивного прийому.